# Валидов, Эльдар Сергеевич
Эльда́р Серге́евич Вали́дов (баш. Эльдар Сергеевич Вәлидов; род. 16 июня 1983, Свердловск) — российский государственный деятель, глава администрации городского округа город Нефтекамск Республики Башкортостан с 18 марта 2022 года (и. о. с 14 февраля по 18 марта 2022 года). Секретарь местного отделения Башкортостанского регионального отделения Партии «Единая Россия» г. Нефтекамска.

## Биография
Родился 16 июня 1983 года в Свердловске.
В 2000 году окончил МОУ СШ № 10 города Нефтекамск.
В 2005 году окончил Башкирский государственный университет по специальности «Прикладная математика и информатика», в 2015 году получил второе высшее образование по специальности «Экономика».
Трудовую деятельность начинал учителем физики.

### Политическая и общественная деятельность
В 2007 году — директор подросткового клуба ОПК «Октава» города Нефтекамска.
В 2007—2011 годах — главный специалист, заведующий сектором — председатель Комитета по делам молодёжи, специалист I категории социально-гуманитарного отдела администрации городского округа город Нефтекамск Республики Башкортостан.
В 2012—2019 годах — начальник-председатель Комитета по делам молодёжи администрации городского округа город Нефтекамск.
С 2019 года — управляющий делами администрации городского округа город Нефтекамск Республики Башкортостан.
В 2020—2022 годах — первый заместитель главы администрации городского округа город Нефтекамск Республики Башкортостан.
18 марта 2022 года избран главой администрации городского округа город Нефтекамск Республики Башкортостан.

## Награды
- Орден Салавата Юлаева (15 апреля 2025)